# Palais épiscopal de Saint-Papoul
Le palais épiscopal de Saint-Papoul est un palais situé à Saint-Papoul, en France.

## Localisation
Le palais est situé sur la commune de Saint-Papoul, dans le département français de l'Aude.

## Historique
L'édifice est inscrit au titre des monuments historiques en 1943 et classé en 2007.